# Straten
Straten is een buurtschap ten oosten van Oirschot, in de Nederlandse provincie Noord-Brabant. 
Deze oude buurtschap of herdgang is gelegen langs een vroegere, mogelijk Romeinse, heerbaan die mogelijk van Tongeren via Vught naar Rossum zou hebben gelopen. Het is een oude buurtschap die in de Middeleeuwen nog een hertogelijk leen vertegenwoordigde. Het zuidelijke deel van de buurtschap wordt ook wel aangeduid als De Bollen. Een deel van Straten is een beschermd dorpsgezicht.

## Kapel
Het schilderachtige gehucht, dat een beschermd dorpsgezicht is, herbergt de Sint-Antonius kapel. In een acte uit 1481 wordt gewag gemaakt van de bouw van een kapel, maar in 1528 had men het al over de oude capelle, die toen tot woonhuis diende. In 1643 werd een stenen kapel gebouwd, die na 1648 afgebroken is op bevel van de Staten-Generaal. De bevolking bouwde niettemin uit plaggen regelmatig weer een kapel op. Pas in 1853 werd er een nieuwe stenen kapel gebouwd die er tegenwoordig nog steeds staat.

### Legende
Sint Antonius met het vèrreke wordt aangeroepen tegen de pest. Volgens een legende zouden tijdens een pest-epidemie zoveel mensen zijn overleden dat men ze niet meer durfde te begraven uit angst voor besmetting. Toen men tot de heilige gebeden had, verscheen er op zekere dag een wit paard, dat zich eigener beweging voor een wagen inspande en aldus de lijken naar het kerkhof bracht. Ieder huis van waaruit iemand door het paard werd vervoerd was onmiddellijk vrij van deze ziekte, de reeds besmette mensen genazen. Nadat de laatste dode was afgevoerd verdween het paard. Dit mirakel werd toegeschreven aan Sint-Antonius, waarop men een kapel bouwde op de plaats waar het paard verschenen was.